# 新月彎頜象鼻魚
新月彎頜象鼻魚，為輻鰭魚綱骨舌魚目象鼻魚科彎頜象鼻魚屬的其中一種，分布於非洲剛果河流域，棲息於水底，具有發電器官，用來偵測獵物，體長可達65公分。

## 外部連結
- 新月彎頜象鼻魚的圖片 （页面存档备份，存于）